# Abdul Rahim Hatef
Abdul Rahim Hatef (Candaar, 20 de maio de 1926 - Alphen aan den Rijn, 19 de agosto de 2013) foi um político afegão atuou como presidente interino do Afeganistão e vice-presidente durante os últimos anos da República Democrática do Afeganistão.
Antes da queda de Cabul, foi o presidente interino do Afeganistão por duas semanas em abril de 1992, devido à derrubada do presidente Mohammad Najibullah.